# Melocactus azureus
Melocactus azureus é uma espécie botânica de planta da família Cactaceae. É endêmica do sudeste da Bahia, no Brasil, onde se encontra em áreas rochosas e áridas. Está ameaçada de extinção devida à perda de habitat.
É uma planta perene e carnuda, armada com poderosos espinhos. De forma globosa-cilíndrica, possui coloração verde-azulada e flores de cor rosa.

## Sinonimia
- Melocactus ferreophilius
- Melocactus krainzianus